# Bühnenorchesterprobe
Eine Bühnenorchesterprobe (kurz häufig BO) ist im Musiktheater (Oper, Operette, Musical) eine szenische Probe unter Teilnahme des Orchesters. Sie gehört zu den Bühnenproben, die neben Klavierproben die Endproben vorbereiten, welche das Werk mit Orchester und der originalen Ausstattung und Beleuchtung im Ablauf durchspielen. 
Bühnenorchesterproben dienen hauptsächlich der musikalischen und szenischen Koordination zwischen Bühne und Orchestergraben und finden häufig noch mit markierter Dekoration und Probenkostümen statt. Im Gegensatz zu Klavierproben gilt bei der Leitung das Primat des Dirigenten, aber auch der Regisseur kann die Proben zu weiterer szenischer Arbeit nutzen. 
Vor der Premiere einer Produktion gibt es meist zwischen zwei und acht Bühnenorchesterproben, danach folgen Orchesterhauptprobe und Generalprobe.
Auch nach längeren Spielpausen und zu Wiederaufnahmen werden, wenn nötig, gelegentlich Bühnenorchesterproben angesetzt.